# Phylloscartes lanyoni
Phylloscartes lanyoni là một loài chim trong họ Tyrannidae.